# Adi ibn Mustafa
Adi ibn Mustafa, nome completo sceicco ‘Adī ibn Musāfir al-Umawī (arabo: عدي بن مسافر الاموي) (Baalbek, 1073-1078 – Lalish, 1162-1163), è stato un teologo arabo.

## Biografia
Nato a Bayt al-Far, presso Baalbek, nell'odierno Libano, tra il 1073 e il 1078 e morto nel 1162 o 1163 a Lalish (odierno Kurdistan iracheno), avviò nel 1162 la confraternita islamica della 'Adwiyya, dal quale si originò in seguito la dottrina yazidi.
Gli yazidi lo considerano l'incarnazione di Malak Ta'us. La sua tomba è meta principale di pellegrinaggio per i fedeli.
Nel 1892 gli Ottomani rasero al suolo il mausoleo di ‘Adī ibn Mustafa a Lalish. In quella circostanza migliaia di Yazidi vennero assassinati.